# Stellaria pungens
Stellaria pungens är en nejlikväxtart som beskrevs av Adolphe-Théodore Brongniart. Stellaria pungens ingår i släktet stjärnblommor, och familjen nejlikväxter. Inga underarter finns listade i Catalogue of Life.

## Bildgalleri

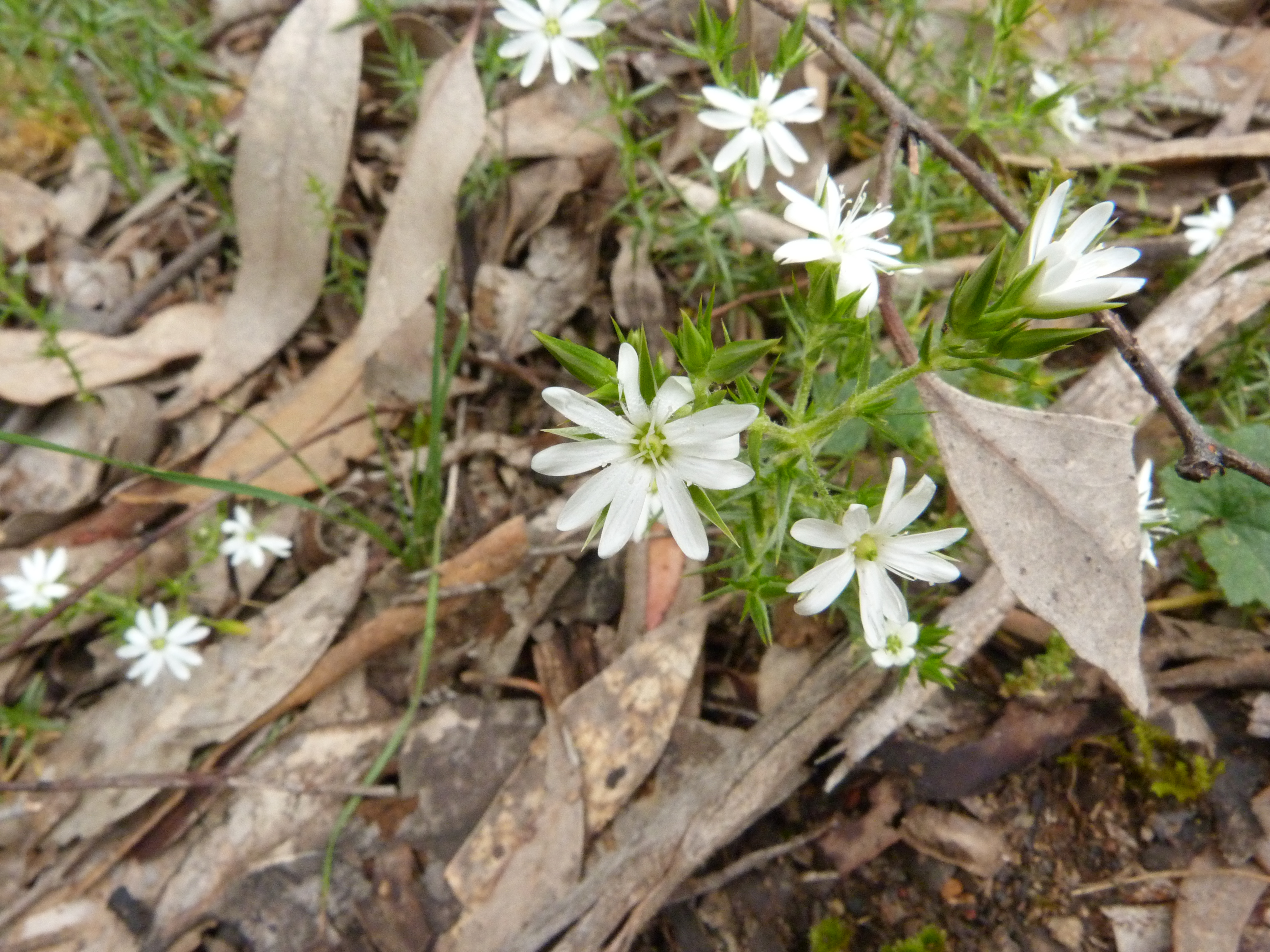